# Frauenplan (Eisenach)

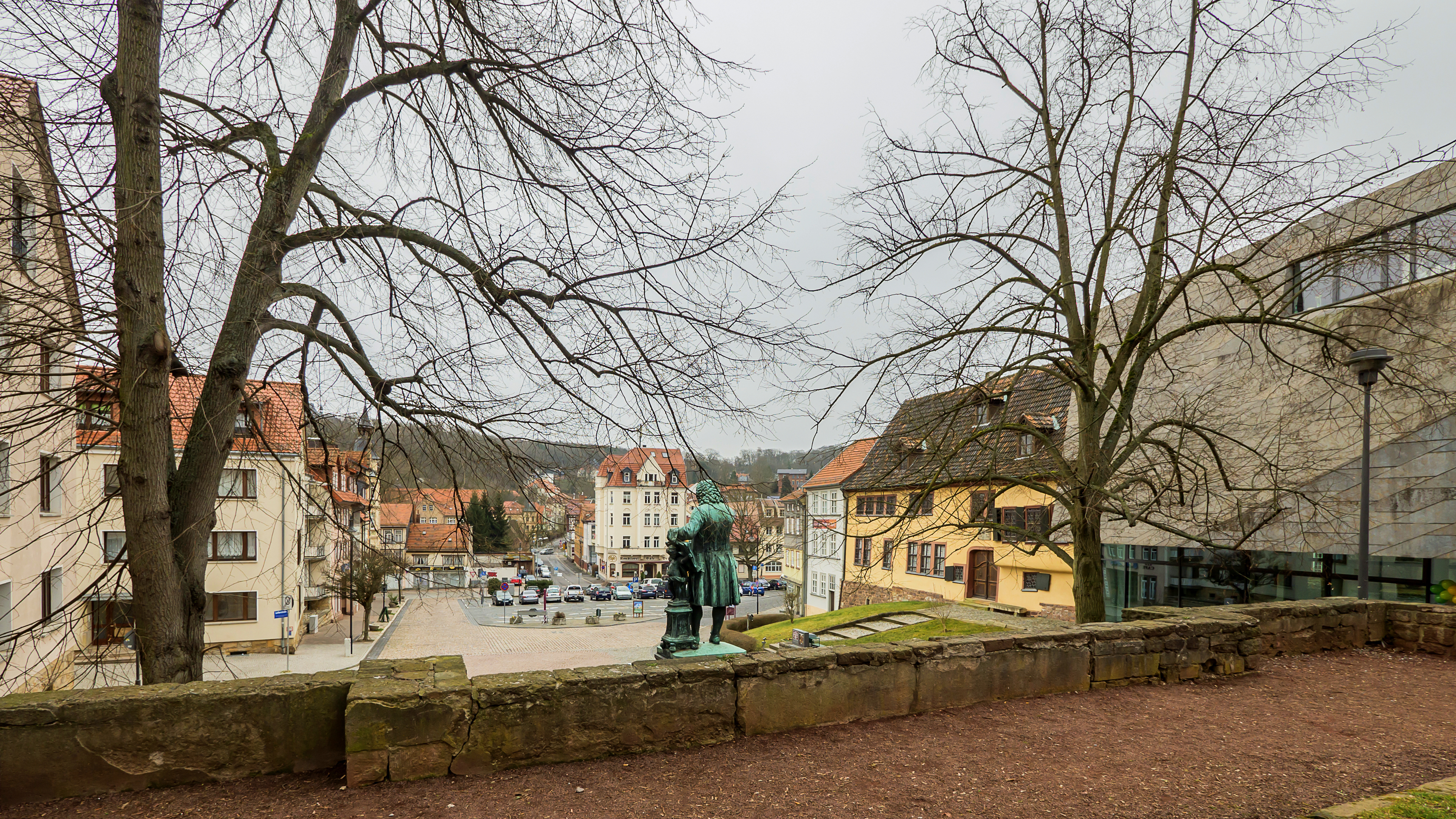
Der Frauenplan (2014), Blick nach Osten

Der Frauenplan ist ein zentraler Platz im Süden des Stadtzentrums von Eisenach in Thüringen. Er ist eine der drei historischen Marktsiedlungen des heutigen Stadtgebietes und Teil des Flächendenkmals Altstadt Eisenach.

## Geschichte

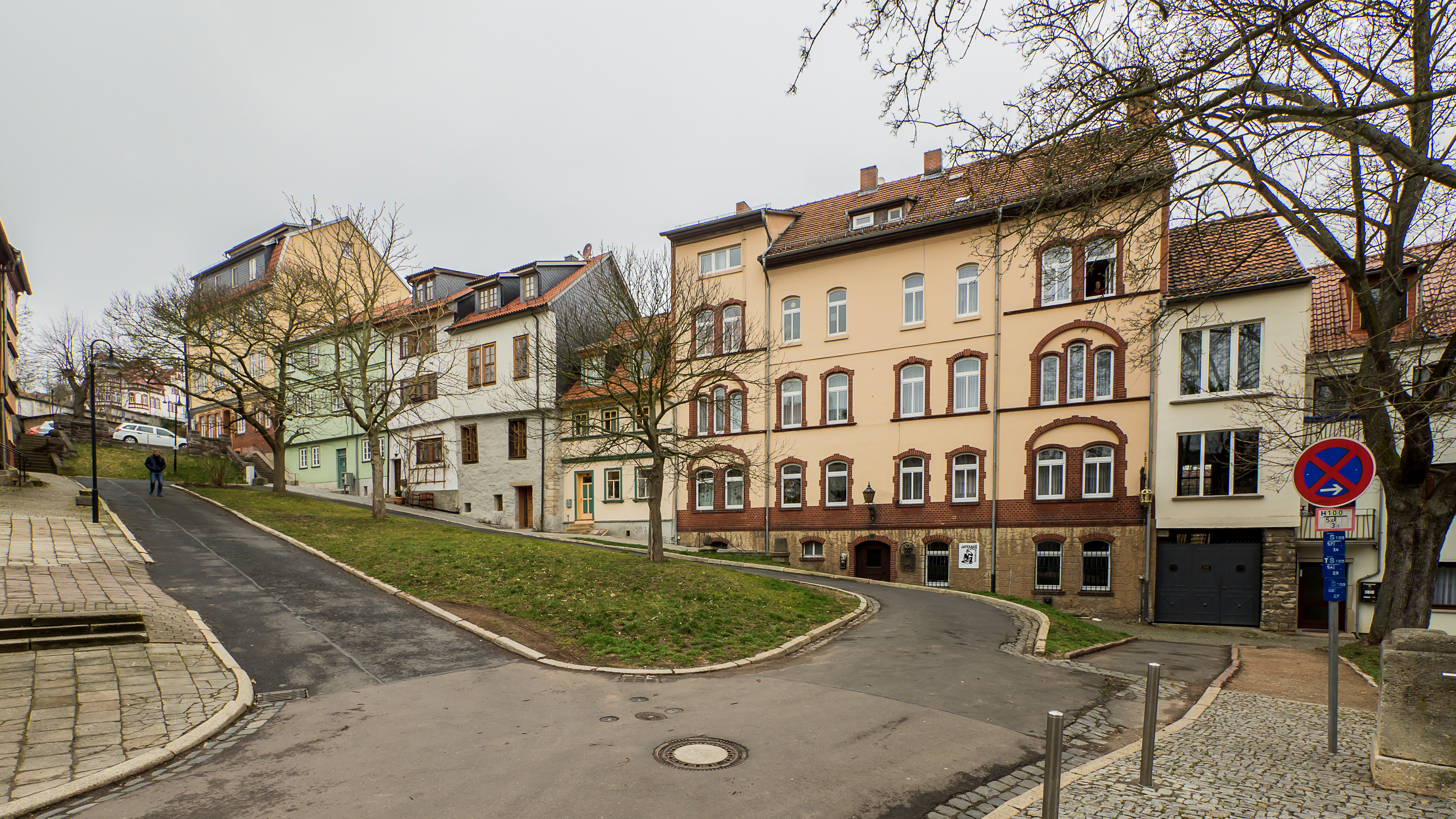
Frauenplan, Standort ehemaliger Domherrenhäuser, mittig Frauenplan 24 von vor 1501

Der Name leitet sich von dem früheren Eisenacher Dom, der Kirche St. Marien „Unserer lieben Frauen“ ab, welcher vom 13. bis Ende des 17. Jahrhunderts am westlichen Teil des Platzes vorhanden war.
Der Frauenplan – eigentlich der Plan am Frauenberge, denn der Frauenberg ist die Höhe selbst, auf der der Dom stand – war von Häusern nach unten frei, dagegen stand weiter oben das Stiftsbrauhaus und ein Brunnen, den die Domherren als eine Entschädigung für die abgerissenen Türme des Doms von der Stadt bekommen hatten. Oben waren rechter Hand Wohnungen der Stiftsherren, weiter nach links eine Schule, die Johannes Rothe eine Zeit lang leitete, links von der Kirche das Kirchnerhaus und der Friedhof. Das Wohnhaus Frauenplan 24 ist in seiner mittelalterlichen Bausubstanz als eines der Domherrenhäuser noch erhalten. Zwei Tonnengewölbe verlaufen parallel zur Straße unter den Häusern Frauenplan 24 und 26. Die auf dem massiven Erdgeschoss aus Naturstein aufstehende Fachwerkständerkonstruktion des Obergeschosses wird auf 1501 datiert. Das vermutliche Wohnhaus von Domherren erstreckte sich ursprüngliche über beide Grundstücke. Am Frauenplan befand sich das Geburtshaus Johann Sebastian Bachs, unweit des heute am Platz gelegenen Bachhauses.
Das Stiftsbrauhaus wurde 1525 zum fürstlichen Brauhaus umgewandelt, ging 1610 in das Eigentum der Stadt Eisenach über und war, mit Unterbrechungen, bis 1839 in Betrieb. Das Gebäude blieb bis nach 1890 erhalten und wurde dann abgebrochen. Auch der Brunnen war noch bis mindestens 1890 vorhanden und wurde zur Lagerung hölzerner Brunnenröhren genutzt.
Bei Schachtarbeiten auf dem Frauenplan fanden sich 1883 einige Skelette, sie stammen von dem einstigen Friedhof.
Die Bebauung des Frauenplans, einschließlich des Bachhauses, wurde im Zweiten Weltkrieg bei einem Bombenangriff im Februar 1945 stark in Mitleidenschaft gezogen, zahlreiche Häuser wurden beschädigt oder, vor allem am Übergang zur Lutherstraße (damals: Fleischgasse) an der Nordseite des Platzes, vollständig zerstört. Die entstandenen Baulücken wurden in den 1950er Jahren neu bebaut. Historische Bebauung auf der Ostseite des Platzes hin zur Straße Frauenberg und zur Marienstraße, wurde 1961 abgerissen und der heute noch vorhandene Parkplatz angelegt.

## Heutige Gestaltung
In der Platzmitte befindet sich heute das Bachdenkmal, welches 1938 vom Marktplatz dorthin versetzt wurde. Von diesem in westliche Richtung hinauf zum ehemaligen Dom erstreckt sich eine Grün- und Treppenanlage, der östliche Teil des Platzes wird als Parkplatz für die Besucher des Bachhauses genutzt. Das Bachhaus wurde in den 2000er Jahren um einen modernen Anbau erweitert, der das heutige Bild des Platzes dominiert.

## Galerie

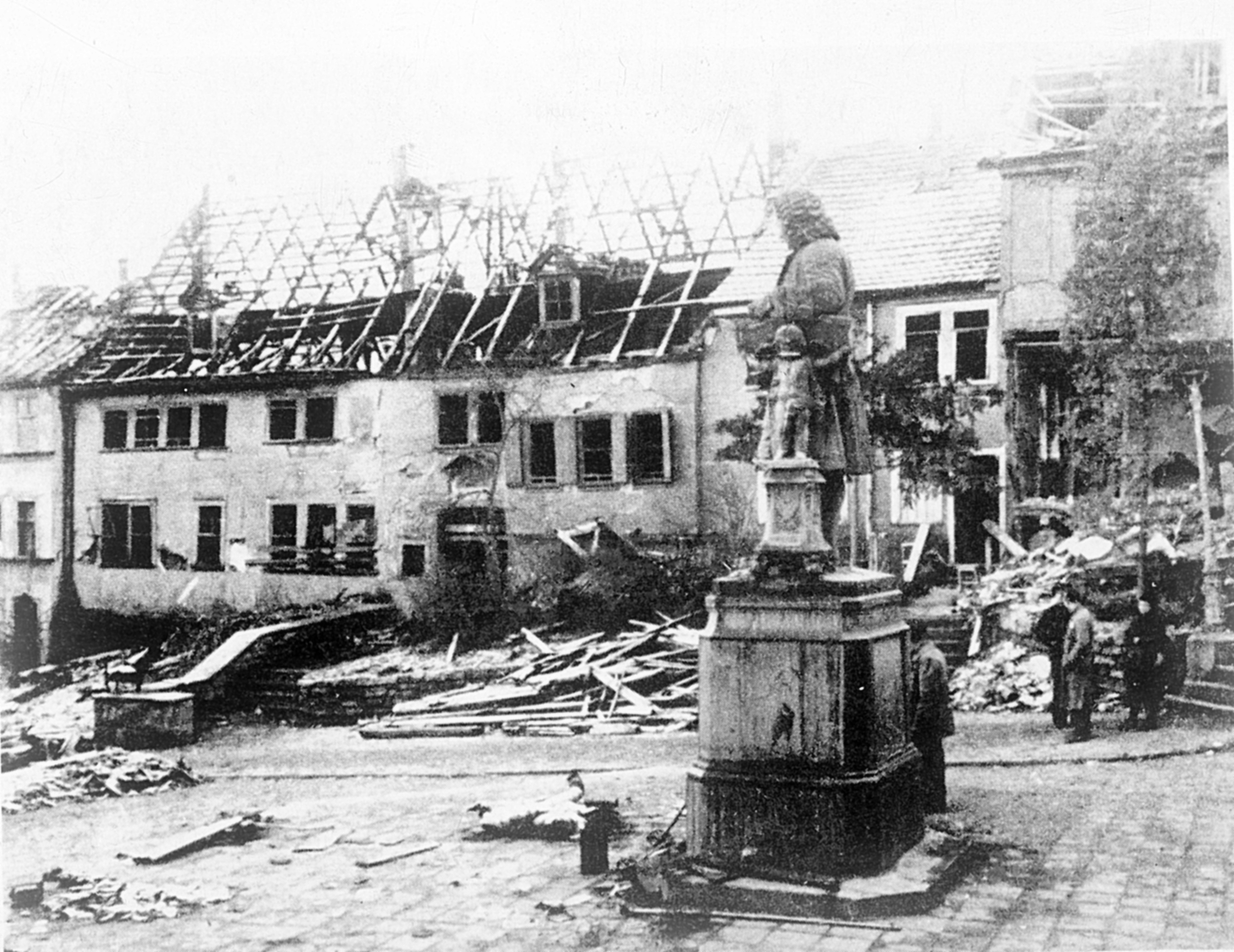
Der kriegszerstörte Frauenplan 1945
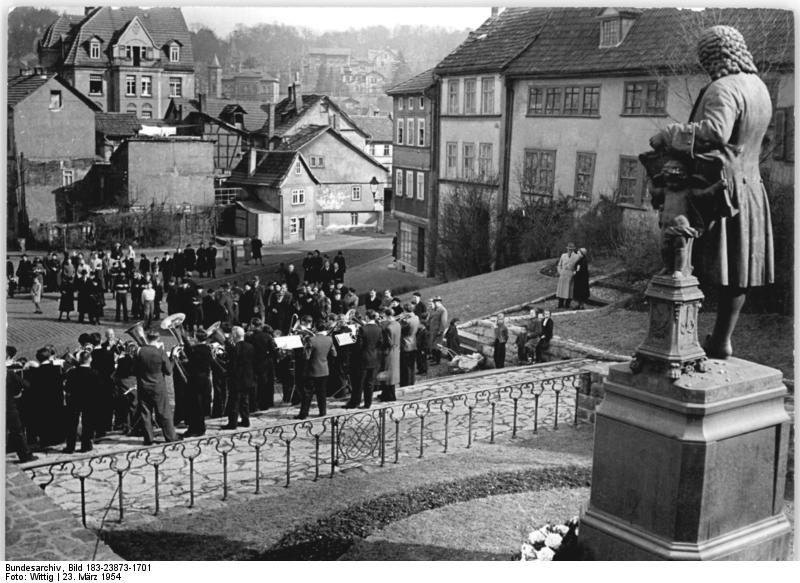
Westseite des Frauenplans 1954
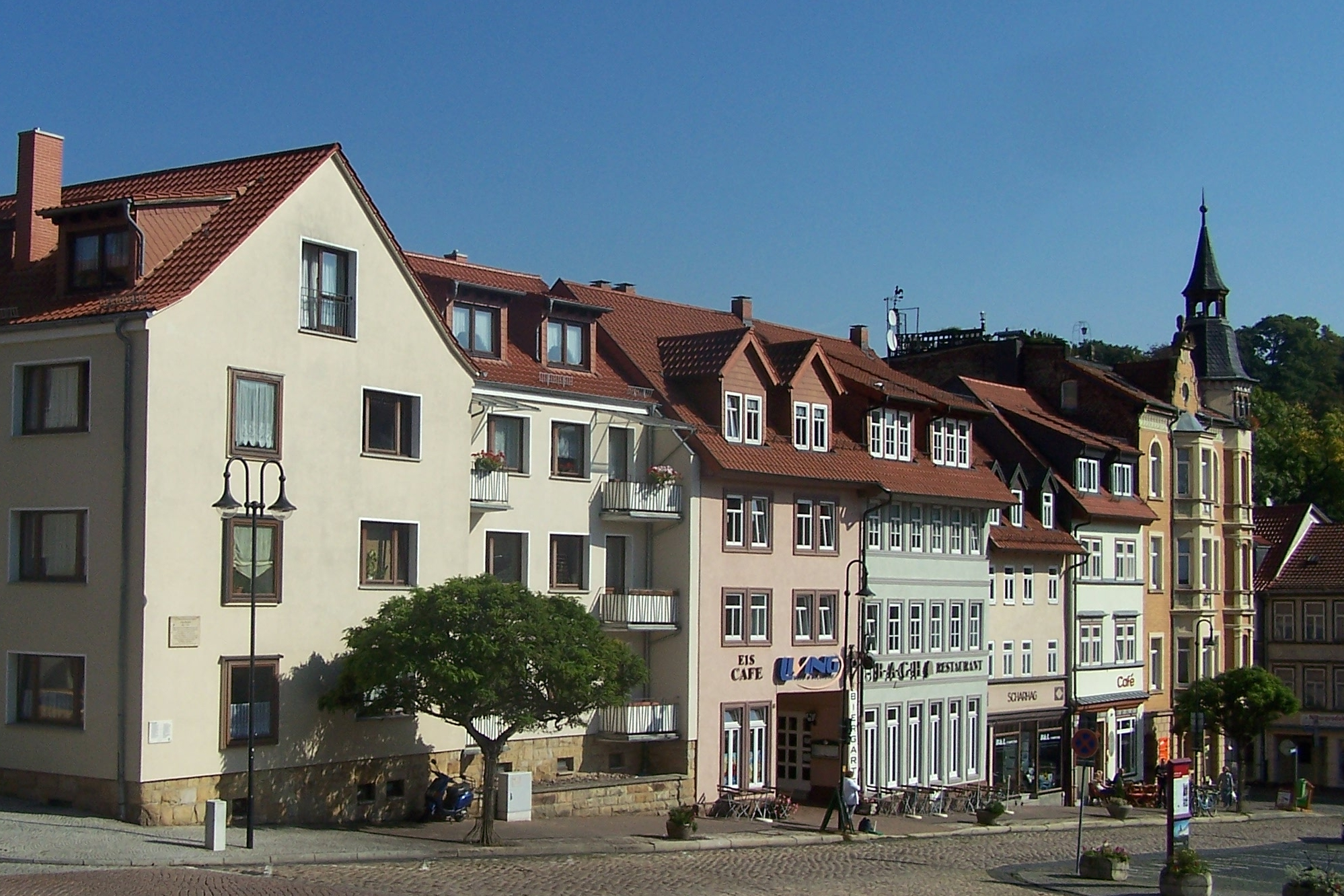
Frauenplan, Nordseite
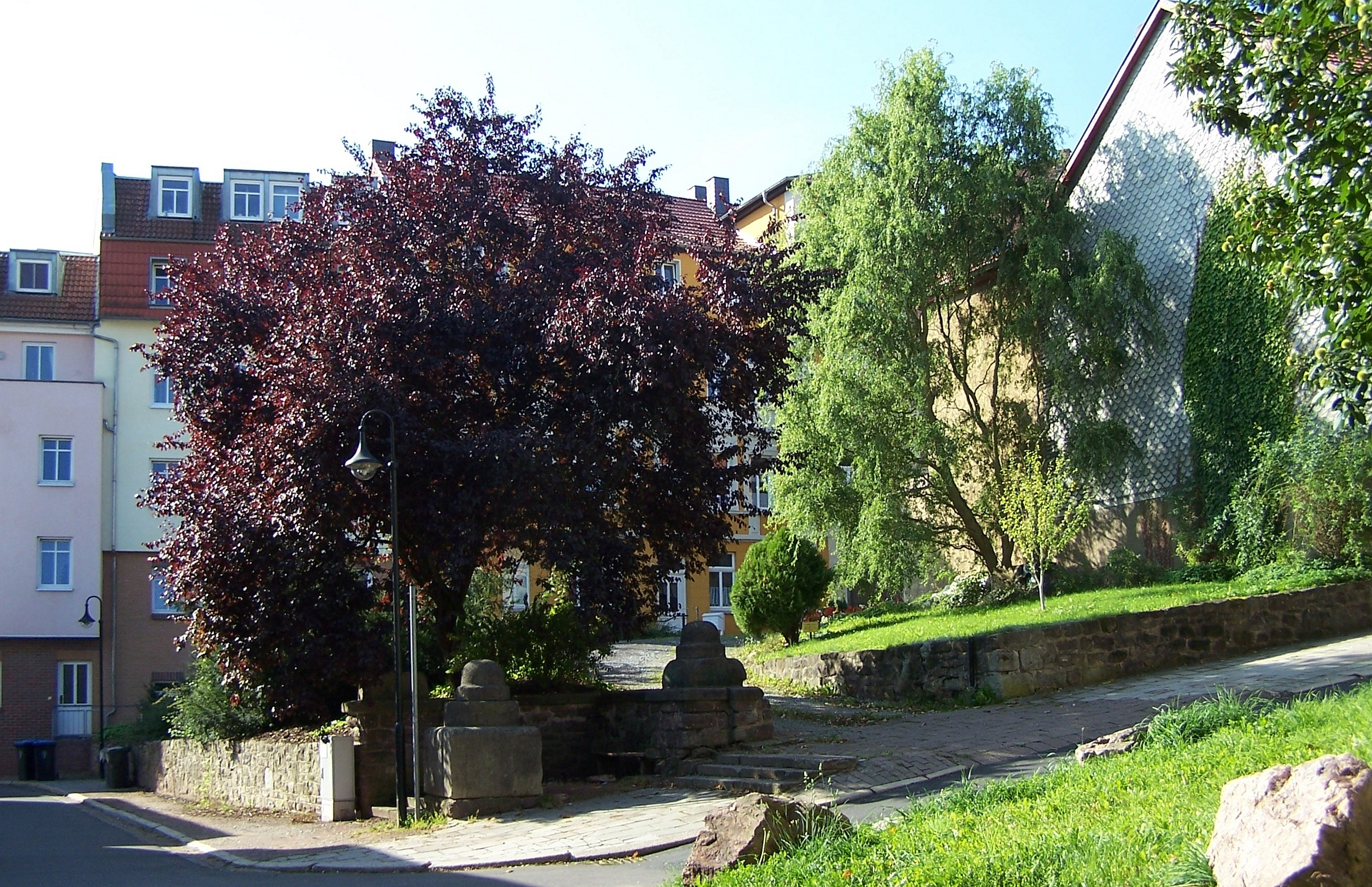
Grün- und Treppenanlagen am westlichen Frauenplan
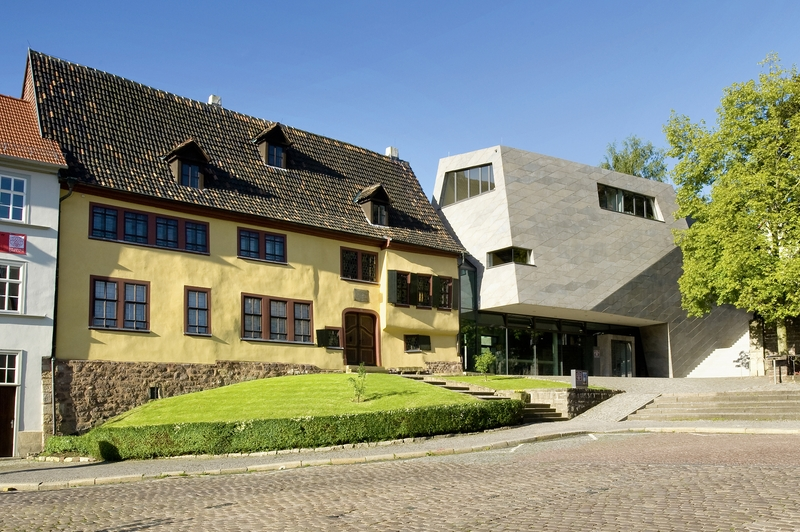
Das Bachhaus mit seinem modernen Anbau